# Кубок Македонії з футболу 2004—2005
Кубок Македонії з футболу 2004–2005 — 13-й розіграш кубкового футбольного турніру в Македонії. Титул вперше здобув Башкімі.

## Календар
| Раунд       | Дата                          | Матчі | Клуби   |
| ----------- | ----------------------------- | ----- | ------- |
| 1/16 фіналу | 2 серпня 2004                 | 16    | 32 → 16 |
| 1/8 фіналу  | 22 вересня/27 жовтня 2004     | 16    | 16 → 8  |
| 1/4 фіналу  | 1 грудня 2004/22 березня 2005 | 8     | 8 → 4   |
| 1/2 фіналу  | 6 квітня/4 травня 2005        | 4     | 4 → 2   |
| Фінал       | 24 травня 2005                | 1     | 2 → 1   |

## 1/16 фіналу
| Команда 1          | Рахунок      | Команда 2                   |
| ------------------ | ------------ | --------------------------- |
| 2 серпня 2004      |              |                             |
| Вардар             | 2:1          | Побєда                      |
| Башкімі            | 2:0          | Беласиця (Струмиця)         |
| Скоп'є (2)         | 1:2          | Брегальниця (Штип)          |
| Куманово (3)       | 1:1 пен. 4:1 | Новаці (3)                  |
| Шкендія            | 0:0 пен. 5:6 | Тиквеш (2)                  |
| Слога (Виниця) (3) | 1:5          | Турново (2)                 |
| Міравці (3)        | 5:1          | Овче Поле (3)               |
| Лозар (3)          | 4:1          | Партизан (Обршани) (3)      |
| Караорман (3)      | 2:2 пен. 3:4 | Македонія Гьорче Петров (2) |
| Кораб (3)          | 0:4          | Слога Югомагнат             |
| Гостивар (3)       | 2:3          | Цементарниця 55             |
| Борец (Велес) (3)  | 0:1          | Маджарі Солідарност         |
| Работнічкі         | 5:0          | Брегальниця (Делчево) (2)   |
| Напредок           | 0:3          | Сілекс                      |
| Влазрімі (2)       | +:-          | Малеш (3)                   |
| Чрна Река (3)      | +:-          | Сатеска (3)                 |

## 1/8 фіналу
| Команда 1                   | Заг.         | Команда 2       | 1-й матч | 2-й матч |
| --------------------------- | ------------ | --------------- | -------- | -------- |
| 22 вересня/27 жовтня 2004   |              |                 |          |          |
| Македонія Гьорче Петров (2) | 0:4          | Слога Югомагнат | 0:2      | 0:2      |
| Тиквеш (2)                  | 2:4          | Влазрімі (2)    | 1:0      | 1:3      |
| Брегальниця (Штип)          | 2:2 пен. 3:1 | Лозар (3)       | 2:0      | 0:2      |
| Куманово (3)                | 1:6          | Сілекс          | 0:2      | 1:4      |
| Маджарі Солідарност         | 2:1          | Цементарниця 55 | 1:0      | 1:1      |
| Сатеска (3)                 | 2:14         | Башкімі         | 2:7      | 0:7      |
| Міравці (3)                 | 1:9          | Турново (2)     | 1:3      | 0:6      |
| Работнічкі                  | 4:0          | Вардар          | 3:0      | 1:0      |

## 1/4 фіналу
| Команда 1                     | Заг. | Команда 2       | 1-й матч | 2-й матч |
| ----------------------------- | ---- | --------------- | -------- | -------- |
| 1 грудня 2004/22 березня 2005 |      |                 |          |          |
| Турново (2)                   | 4:2  | Влазрімі (2)    | 2:1      | 2:1      |
| Работнічкі                    | 0:2  | Сілекс          | 0:2      | 0:0      |
| Маджарі Солідарност           | 2:1  | Слога Югомагнат | 2:0      | 0:1      |
| Брегальниця (Штип)            | 0:1  | Башкімі         | 0:0      | 0:1      |

## 1/2 фіналу
| Команда 1              | Заг. | Команда 2   | 1-й матч | 2-й матч |
| ---------------------- | ---- | ----------- | -------- | -------- |
| 6 квітня/4 травня 2005 |      |             |          |          |
| Маджарі Солідарност    | 1:0  | Турново (2) | 1:0      | 0:0      |
| Сілекс                 | 1:2  | Башкімі     | 1:0      | 0:2      |

## Фінал
| 24 травня 2005 |

| Башкімі                 | 2:1 | Маджарі Солідарност |
| ----------------------- | --- | ------------------- |
| Пресільський 78', 90+2' |     | Алексовський 12'    |

| Градський стадіон, Скоп'є Глядачів: 10 000 Арбітр: Горан Спірковський |